# Plesiosorex
Il plesiosorice (gen. Plesiosorex) è un mammifero insettivoro estinto, appartenente agli eulipotifli. Visse tra l'Oligocene superiore e il Miocene superiore (circa 24 - 9 milioni di anni fa) e i suoi resti fossili sono stati ritrovati in Europa, Nordamerica e Asia.

## Descrizione
Questo animale doveva essere vagamente simile a un toporagno, anche se le dimensioni variavano a seconda delle specie e quelle più grandi erano della taglia di un ermellino. Plesiosorex era caratterizzato da una mandibola relativamente lunga e robusta, con un margine inferiore concavo e ricurvo sotto il quarto premolare. La sinfisi si incurvava verso l'alto, mentre i due forami mandibolari erano posti rispettivamente sotto il secondo premolare inferiore e sotto il quarto premolare inferiore. Il ramo montante della mandibola possedeva un'alta apofisi coronoide fortemente ricurva all'infuori, con un margine anteriore verticale. Il condilo era basso, situato al livello della fila dentaria. L'apofisi angolare, molto allungata, era rinforzata sulla superficie interna grazie a una forte cresta d'inserzione per il muscolo pterigoideo interno. 
La formula dentaria era 3/3, 1/1, 4/3-4, 3/3. Il secondo incisivo superiore era di grande taglia, arcuato, a sezione triangolare e munito di una carena anteriore. Il canino era a doppia radice e simile a un premolare, mentre i premolari erano dotati di un tallone posteriore (ben sviluppato nell'ultimo premolare). I molari erano dotate di cuspidi a forma piramidale, e il terzo molare era ridotto e con cuspidi anteriori ben sviluppate, ma con ipocono vestigiale e metacono scomparso. Nella mandibola, il secondo incisivo inferiore era di grande taglia, con una lunga radice che si protraeva fino al livello del quarto premolare. Il secondo incisivo, il canino e i primi due premolari erano piccoli e a radice singola, mentre il terzo premolare era a doppia radice; il quarto premolare era grande e quasi molariforme. I molari erano di dimensione decrescente dal primo al terzo, ed erano dotati di un talonide corto dall'ipoconide alto. 

## Classificazione
I primi fossili di Plesiosorex vennero descritti con il nome di Erinaceus soricinoides da Henri Marie Ducrotay de Blainville nel 1838; i fossili vennero poi ridescritti da Auguste Pomel nel 1848 e attribuiti a un genere a sé stante, Plesiosorex. La specie tipo, Plesiosorex soricinoides, è nota per fossili provenienti dalla Germania risalenti all'inizio del Miocene e (forse) alla fine dell'Oligocene. A questo genere sono state attribuite altre specie, provenienti dall'Europa (P. martinii dell'Oligocene terminale della Germania, P. styriacus del Miocene medio della Svizzera, P. germanicus del Miocene medio di Germania e Polonia, P. schaffneri del Miocene medio-superiore di Svizzera, Germania e Ungheria, P. evolutus del Miocene superiore dell'Austria), dall'Asia (P. fejfari del Miocene inferiore del Giappone, P. aydarlensis del Miocene inferiore - medio del Kazakhstan) e dal Nordamerica (P. coloradensis del Miocene inferiore - medio di Colorado, Delaware, Idaho e South Dakota, P. latidens del Miocene medio del Nevada, P. greeni del Miocene medio del Nebraska, P. donroosai del Miocene medio di Nebraska, Oregon e South Dakota). 
Plesiosorex è il genere eponimo dei plesiosoricidi (Plesiosoricidae), un enigmatico gruppo di mammiferi eulipotifli dalle abitudini insettivore, probabilmente imparentati con i soricidi. Sembra che Plesiosorex fosse un plesiosoricide derivato, originatosi probabilmente da forme oligoceniche affini a Butselia.